# Сарджито, М.
М. Сарджи́то (индон. M. Sardjito; 13 августа 1889, Пурводади, Магетан, Восточная Ява — 5 мая 1970,  Джокьякарта) — индонезийский учёный-медик, профессор, первый ректор Университета Гаджа Мада. Национальный герой Индонезии.

## Биография
В 1907 г. окончил голландскую школу в Лумаджанге, в 1915 г.- Медицинскую школу для туземцев (STOVIA) в Батавии. В 1920—1922 гг. учился на медицинском факультете  Амстердамского университета. В 1923 г. защитил докторскую диссертацию в Лейденском университете. В 1924 г. стажировался в американском Университете Джонса Хопкинса, в 1931—1932 гг. — в лаборатории Reich-Gesundheitant в Берлине.
Карьеру начал врачом батавской больницы, затем до 1920 г. работал в Институте Пастера в Бандунге. В 1924—1929 гг. трудился в Центральной лаборатории Батавии. В 1929 г. занимал должность заместителя директора Высшей школы медицины. В 1930 г. возглавлял лабораторию в Макассаре, в 1932—1945 гг. — в Семаранге. В 1932—1942 гг. был редактором газеты «Медицинские новости».
Принимал участие в разработке лекарств против камней в почках (Calcusol) и для понижения холестерина (Calterol), а также вакцин против тифа, холеры, дизентерии, стафилококков и стрептококков. После 1945 г. стал директором Института Пастера, участвовал в создании Организации Красного креста.
Был членом первой национальной индонезийской организации «Буди Утомо» (Высокая цель) — в 1925 г. возглавлял её батавское отделение. Участвовал в борьбе за независимость, поставлял лекарства партизанам, создал солдатский рацион для армии, получивший название «печенье Сарджито».
В 1949—1961 гг. был первым ректором Университета Гаджа Мада, в 1964—1970 — ректором Исламского университета Индонезии.
Член Временного народного консультативного конгресса (1967), Высшего совещательного совета Индонезии (1968).

## Награды
- Орден партизана (Bintang Gerilya)
- Медаль борца за независимость (Satyalancana Perintis Kemerdekaan) (1961)
- Медаль за долголетний труд (Satyalancana Karya Satya) (1961)
- Орден Звезды Махапутра третьего класса (1973)
- Орден Почёта (Bintang Kehormatan) второго класса

## Память
- Имя Сарджито носит больница в Джокьякарте (Rumah Sakit Umum Pusat Dr. Sardjito)
- Выставка фотографий и документов, посвященная Сарджито, состоялась в Университете Гаджа Мада 22-25 января 2018 г.[5]
- Университет Гаджа Мада и Исламский университет Индонезии в 2018 г. выступили с предложением к правительству присвоить Сарджито звание  Национального героя Индонезии[6]. В 2019 году это звание было ему присвоено.

## Семья
- Отец Саджит, учитель